# Alberto Soro
Alberto Soro Álvarez (* 9. März 1999 in Ejea de los Caballeros) ist ein spanischer Fußballspieler, der beim FC Granada unter Vertrag steht und aktuell an den FC Vizela ausgeliehen ist.

## Karriere
Soro wechselte 2009 in die Jugendakademie von Real Saragossa.
Für die erste Mannschaft des Vereins debütierte er im August 2018 in der Segunda División. Sein erstes Tor im Profifußball erzielte er im September bei einem 4:0-Auswärtssieg bei Real Oviedo. Am 5. Oktober 2018 verlängerte Soro seinen Vertrag bis 2022 und er wurde in die Profimannschaft hochgezogen.
Vor der Saison 2019/20 wurde Soro von Real Madrid verpflichtet und mit einem Vertrag bis zum 30. Juni 2024 ausgestattet. Er verblieb jedoch bis zum Saisonende auf Leihbasis bei Real Saragossa. Soro kam in 34 Ligapartien zum Einsatz, in denen er 4 Tore erzielte. Die Mannschaft belegte den 3. Platz und scheiterte in den Aufstiegs-Playoffs im Halbfinale am FC Elche.
Zur Saison 2020/21 wurde Soro, ohne je bei Real Madrid aktiv gewesen zu sein, innerhalb der Primera División zum FC Granada transferiert. Er unterschrieb einen Vertrag bis zum 30. Juni 2025. Für die Saison 2023/24 wechselte er per Leihe mit Kaufoption zum FC Vizela nach Portugal.